# Koninklijke Rotterdamse Post Harmonie

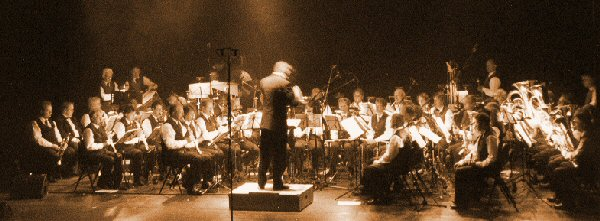
Jaarconcert, 23 november 2002

De Koninklijke Rotterdamse Post Harmonie (KRPH) is een harmonieorkest dat in 1902 werd opgericht. Gespeeld wordt een uitgebreid scala aan composities van filmmuziek tot pop maar ook originele harmoniecomposities. De harmonie repeteert in de Grote Kerk Overschie te Rotterdam-Overschie.

## Korte geschiedenis
In 1902 besloten enkele Rotterdamse medewerkers van de PTT tot de oprichting van de Muziekvereniging van Post- en Telegraafbeambten "De Rotterdamsche Postfanfare". 
Per 1 januari 2010 is de KRPH geen bedrijfsorkest meer en is zij zelfstandig verdergegaan. Om historische redenen mogen zij echter wel het woord Post in hun naam blijven gebruiken. Het orkest was tot 2010 de op een na oudste vereniging van Koninklijke TNT Post BV.
Reeds na 10 jaar werd de fanfare omgezet in een harmonie. Onder leiding van de dirigent Thom Adee (hij was tevens eerste violist van het Rotterdamsch Philharmonisch Orkest) werd de RPH een zeer succesvolle vereniging en graag geziene gast in de Rotterdamse binnenstad.
Bij het bombardement van Rotterdam in mei 1940 ging veel van het archief verloren. Het merendeel van de instrumenten werd bij de leden thuis bewaard, waardoor deze gespaard bleven. Vrij snel na de bevrijding kon de RPH dan ook weer optreden. 
Bij het 50-jarig jubileum van de harmonie in 1952 werd het predicaat Koninklijk verleend.

## Huidige dirigent
Maron Teerds (1974) is sinds oktober 2021 de vaste dirigent van de KRPH.
Maron Teerds studeerde directie en trombone aan het (voorheen) Noord-Nederlands Conservatorium te Groningen. Als dirigent heeft hij gewerkt met verschillende instrumentale ensembles, koren, blaasorkesten, symfonieorkesten en bij een aantal musicalproducties.
Op dit moment is Maron Teerds ook dirigent van Aalsmeers Harmonie. Hij was muzikaal leider bij de musical Lelies (uitgesteld i.v.m. Corona) en muzikaal leider bij de muziektheaterproductie Guys and Dolls en Love Actually van Stichting MuBo en bij de musical De Elephantman.